# Prisoner of Love (album)
Pour les articles homonymes, voir Prisoner of Love.
Albums de James Brown
James Brown and His Famous Flames Tour the U.S.A.
(1962) Showtime
(1964)
Singles
1. Prisoner of Love (en)
Sortie : avril 1963
2. Signed, Sealed and Delivered
Sortie : septembre 1963
3. Again
Sortie : avril 1964
4. So Long
Sortie : juin 1964

Prisoner of Love est le sixième album studio de James Brown, paru en septembre 1963 chez King Records.

## Liste des titres
| 1. | Prisoner of Love (en) | - Russ Columbo - Clarence Gaskill - Leo Robin                     | 2:21 |
| 2. | Waiting in Vain       | Ivory Joe Hunter                                                  | 2:44 |
| 3. | Again                 | - Lionel Newman - Dorcas Cochran                                  | 2:32 |
| 4. | Lost Someone          | - James Brown - Bobby Byrd - Eugene Stallworth - Lloyd Stallworth | 3:22 |
| 5. | Bewildered            | - Teddy Powell - Leonard Whitcup                                  | 2:26 |
| 6. | So Long               | - Russ Morgan - Remus Harris - Irving Melsher                     | 2:45 |

| 7.  | Signed, Sealed and Delivered | - Cowboy Copas - Lorene Mann | 2:41 |
| 8.  | Try Me                       | James Brown                  | 2:32 |
| 9.  | (Can You) Feel It, Pt. 1     | James Brown                  | 2:54 |
| 10. | How Long Darling             | James Brown                  | 2:53 |
| 11. | The Thing in "G"             | James Brown                  | 6:07 |

## Classements hebdomadaires
| Classement (1963)    | Meilleure position |
| -------------------- | ------------------ |
| États-Unis (Top LPs) | 73                 |